# Barquisimeto
Barquisimeto är huvudorten i delstaten Lara i Venezuela. Folkmängden uppgick till cirka 940 000 invånare vid folkräkningen 2011. Staden grundades 1552 och flyttades flera gånger innan den 1563 hamnade på nuvarande position. Ett transportsystem med spårvagn, Transbarca, öppnades 2013. I Barquisimeto spelades matcher vid Copa América 2007 i fotboll.

## Administrativ indelning
Kommunen har det formella namnet Iribarren och är indelad i tio socknar (parroquias):
- Aguedo Felipe Alvarado
- Buena Vista
- Catedral¹
- Concepción¹
- El Cují¹
- Juan de Villegas¹
- Juárez
- Santa Rosa¹
- Tamaca¹
- Unión¹

¹ Del av Barquisimetos centralort.

## Storstadsområde
Barquisimetos storstadsområde består av två kommuner (centralort inom parentes):
- Iribarren (Barquisimeto)
- Palavecino (Cabudare)

## Personer från Barquisimeto
- Gustavo Dudamel